# Lugburz
Lugburz è il primo album dei Summoning. È composto prevalentemente delle canzone demo riarrangiate. Lugburz significa "torre oscura" nel linguaggio nero ed è comunemente applicato alla torre di Barad-dûr ne Il Signore degli Anelli di J.R.R. Tolkien. Diversamente dai successivi album dei Summoning, che sono più lenti e più atmosferici con più forti tastiere, il suono di Lugburz è più simile a quello del black metal tradizionale e a quello degli Abigor.

## Tracce
1. Grey Heavens – 1:44
2. Beyond Bloodred Horizons – 3:37
3. Flight of the Nazgul – 7:07
4. Where Winters Forever Cry – 4:04
5. Through the Valley of the Frozen Kingdom – 6:22
6. Raising with the Battle-Orcs – 5:44
7. Master of the Old Lure – 4:14
8. Between Light and Darkness – 3:29
9. The Eternal Lands of Fire – 3:36
10. Dragons of Time – 6:01
11. Moondance – 4:46

## Formazione
- Protector – voce, chitarra, tastiere
- Silenius – voce, basso, tastiere
- Trifixion – batteria
- Pazuzu – voce